# 동아여객 (서울)
동아여객(東亞旅客)는 서울특별시의 옛 시내버스 회사였고, 본사 및 차고지는 서울특별시 강북구 삼양동에 위치해 있었다. 같은 강북구 관내 시내버스 회사인 동아운수, 동아버스 등의 계열사였다.

## 주요 연혁
- 1961년: 서울특별시 성북구 송천동(현 서울특별시 강북구 송천동)에서 이화운수(二和運輸)라는 상호로 회사 설립
- 1972년: 이화운수에서 상원여객(上元旅客)으로 상호 변경
- 1974년: 차고지를 송천동(도봉구 미아8동 734)에서 삼양동(도봉구 미아7동 837-48)으로 이전하였다.
- 1995년: 동아운수에 인수되어 계열사로 편입과 동시에 동아여객으로 상호가 변경되었다.
- 1997년: 미아1-1구역 재개발로 삼양동 차고지에서 수유동 동아운수 차고지로 통합되었다.
- 2001년: 계열사인 동아버스와 함께 동아운수에 흡수합병되었다.

## 과거 운행노선
- 24번: 삼양동 ↔ 영등포
- 25번: 화계사 ↔ 중앙대학교